# Волл-Лейн (Аризона)
Волл-Лейн (англ. Wall Lane) — переписна місцевість (CDP) в США, в окрузі Юма штату Аризона. Населення — 262 особи (2020).

## Географія
Волл-Лейн розташований за координатами 32°39′26″ пн. ш. 114°42′38″ зх. д. / 32.65722° пн. ш. 114.71056° зх. д. (32.657296, -114.710530).  За даними Бюро перепису населення США в 2010 році переписна місцевість мала площу 1,13 км², уся площа — суходіл.

## Демографія
Згідно з переписом 2010 року, у переписній місцевості мешкало 415 осіб у 103 домогосподарствах у складі 92 родин. Густота населення становила 368 осіб/км².  Було 115 помешкань (102/км²).
Расовий склад населення:
| - 49,9 % — білих - 2,9 % — азіатів - 0,5 % — чорних або афроамериканців - 45,8 % — осіб інших рас |

До двох чи більше рас належало 1,0 %. Частка іспаномовних становила 83,1 % від усіх жителів.
За віковим діапазоном населення розподілялося таким чином: 34,0 % — особи молодші 18 років, 58,8 % — особи у віці 18—64 років, 7,2 % — особи у віці 65 років та старші. Медіана віку мешканця становила 28,4 року. На 100 осіб жіночої статі у переписній місцевості припадало 104,4 чоловіків;  на 100 жінок у віці від 18 років та старших — 94,3 чоловіків також старших 18 років.
Середній дохід на одне домашнє господарство  становив 32 419 доларів США (медіана — 30 000), а середній дохід на одну сім'ю — 33 320 доларів (медіана — 33 047). Медіана доходів становила 27 545 доларів для чоловіків та 28 636 доларів для жінок. За межею бідності перебувало 34,1 % осіб, у тому числі 39,9 % дітей у віці до 18 років та 60,9 % осіб у віці 65 років та старших.
Цивільне працевлаштоване населення становило 187 осіб. Основні галузі зайнятості: освіта, охорона здоров'я та соціальна допомога — 41,2 %, мистецтво, розваги та відпочинок — 27,3 %, сільське господарство, лісництво, риболовля — 18,2 %.